# 琵琶湖バラバラ殺人事件
琵琶湖バラバラ殺人事件（びわこバラバラさつじんじけん）とは、2008年（平成20年）5月17日早朝から6月23日にかけて滋賀県近江八幡市の琵琶湖で発覚した殺人・死体損壊（バラバラ殺人）事件である。
2025年2月27日に他の殺人事件で実刑判決が確定して服役している受刑者の男A（74）を殺人の疑いで逮捕したと発表した。

## 概要
2008年5月17日に遺体の一部が発見され、その後同一人物の他の部位が湖岸で発見された事件である。
2009年2月27日、警察庁は捜査特別報奨金制度の対象事件に指定した。報奨金の上限は300万円。その後、2012年に一旦指定から外されたが、2014年9月9日に対象事件に再指定された。
その後、2018年11月30日に滋賀県警察は被害者男性Bの身元が判明したと公表した。
被害者Bは別の死体遺棄事件で検挙された男Aと草津市の建設現場で知り合い、事件前には草津市内の建設会社の寮で一緒に生活していた。

## 遺体発見
2008年5月17日、琵琶湖の湖岸緑地である岡山園地で早朝から釣りをしていた男性が漂流している人間の左足を発見し、滋賀県警に通報した。また、同日に捜査員が同湖で足の一部を発見したほか、5月20日には東近江市の湖岸にて頭部が発見され、5月21日には大津市の藤ノ木川河口にて左足首が、さらに6月22日と翌23日にかけて草津市の湖岸で両手首が見つかった。鑑定の結果、すべての遺体のDNAが一致し、死因は首を絞められたことによる窒息死とされたことから、県警は殺人・死体遺棄事件として捜査を開始した。
被害者Bの身元を調査するために復顔法（頭蓋骨の形状をもとに、年齢や性別を加味して肉付けをする方法）を試み、似顔絵も公開された。被害者Bの身元は事件発生から10年もの間判明しなかった。

## 身元の特定
2018年11月30日に滋賀県警は被害者Bを野洲市の男性（当時39歳）であると特定したと発表した。DNA鑑定や親族への聞き取りの結果、身体や顔の特徴も遺体と一致した。また、県警が運転免許の非更新者から所在不明者を探したところ、1、2年前に男性Bの存在が浮上した。

## 被疑者逮捕
滋賀県警は2025年2月27日、別の殺人事件で実刑判決が確定して服役している受刑者の男A（74）を殺人の疑いで逮捕した。事件当時、容疑者は栗東市に住んでいた。
容疑者Aは岡山刑務所から移送され、同月27日午後2時ごろ、捜査本部が置かれている滋賀県警近江八幡署に到着した。
容疑者Aは2018年に知人の男性を殺害した上、切断した遺体を草津市内の排水路に捨てたとして、懲役25年の判決が確定し、岡山刑務所に服役していた。
県警の発表で死体遺棄容疑についてはすでに公訴時効となっている。
容疑者Aと被害者男性Bは建設会社の元同僚という関係で、過去に同居していた。
被害者男性Bの遺族は警察を通じて、「事件発生時は身元不明事件として知りましたが、10年後に身元が判明して自分のお父さんだと分かり、 捜査が進展したりしなかったりし、悲しかったし、辛い日を過ごしてきました。 犯人逮捕の連絡を聞いて本当に嬉しいです」とコメントを発表した。

## 虚偽通報
2008年7月11日、大阪府泉佐野市の41歳無職の女が交際男性に腹を立て、交際男性を同事件の被疑者に仕立て上げる虚偽の通報があった。女は軽犯罪法違反（虚偽申告）の疑いで書類送検された。

## その他
2018年9月に被疑者男性Aが経営していた焼肉店の家宅捜索が行われた際、排水管の中から本事件や先述の遺体切断事件の被害者とはDNAが一致しない人骨片が見つかっている。